# Rose Tattoo
Rose Tattoo er et hård rock band fra Australien. De blev dannet i Sydney i 1976.

## Diskografi
- Rose Tattoo (1978)
- Assault & Battery (1981)
- Scarred for Life (1982)
- Southern Stars (1984)
- Beats from a Single Drum (1986)
- Pain (2002)
- Blood Brothers (2007)
- Outlaws (2020)

## Medlemmer
- Angry Anderson - vokalist
- Paul DeMarco - trommeslager
- Bob Spencer - guitarist
- Mark Evans - bassist
- Mick Arnold - slide guitar